# Burg Brandeck
Die Burg Brandeck ist der Ruinenrest einer Höhenburg auf 640,3 m ü. NN 1800 Meter südwestlich der Stadt Dornhan im Landkreis Rottweil in Baden-Württemberg.
Vermutlich wurde die Burg um 1110 von den Herren von Fluorn, Ministerialen der Grafen von Sulz, errichtet, die sich fortan Herren von Brandeck nannten. Gegen Ende des 13. Jahrhunderts übernahmen die Herzöge von Teck die Burg, spätestens ab 1399 gehörte sie dem Haus Württemberg.
Von der ehemaligen Burganlage sind noch Reste einer Schildmauer erhalten.
Siehe auch: Ruine Sterneck, erbaut 1230–1250 durch Vollmar von Brandeck